# Elsiane
Elsiane – zespół muzyczny założony przez Elsieanne Caplette (wokal i teksty) oraz Stephane Sotto (perkusja). Tworzą muzykę, która jest połączeniem wielu gatunków, takich jak: muzyka poważna, jazz, rock, electro i pop.
Elsieanne wychowała się w Peru. Studiowała tam muzykę poważną. Grała na gitarze oraz śpiewała w wielu zespołach. W Montrealu, w którym potem mieszkała poznała Stephane’a Sotto – muzyka samouka. Z zawodu jest historykiem sztuki. Razem postanowili założyć zespół.
W roku 2014 zespół wystąpił w Polsce.

## Dyskografia
- Hybrid (Elsiane, Inc./Vega Music) – Kanada
- Hybrid (Nettwerk) – USA
- Mechanics of Emotion (wydany 10 kwietnia 2012r.)
- Death of the Artist (wydany w kwietniu 2017r.)
- Rin, Tongue and Dorner (wydany w 2018r.)
- Elsiane (wydany w 2023r.)